# Furacão Boris (2008)
O furacão Boris foi o primeiro furacão e o segundo sistema tropical nomeado da temporada de furacões no Pacífico de 2008. Boris formou-se de uma onda tropical que começou a mostrar sinais de intensificação em 23 de Junho e que se tornou uma depressão tropical em 27 de Junho. Boris então começou a se fortalecer gradualmente, tornando-se um furacão em duas ocasiões, em 1 e 2 de Julho antes de encontrar condições altamente desfavoráveis e se dissipar em 4 de Julho.
Como Boris esteve distante da costa durante todo o seu ciclo de vida, nenhum preparativo foi tomado e nhum impacto foi relatado como consequência da passagem de Boris.

## História meteorológica

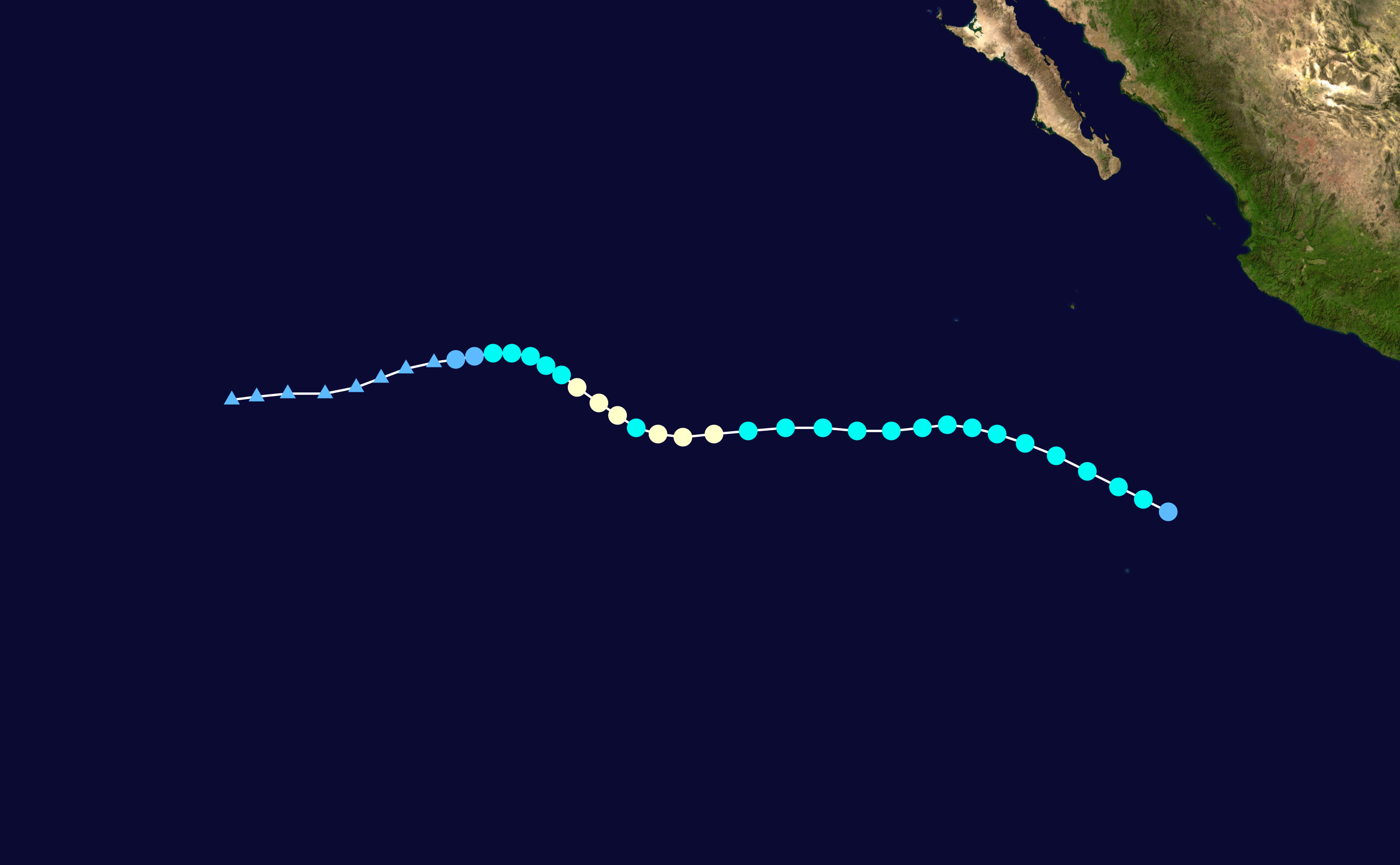
O caminho de Boris.

Uma onda tropical deixou a costa ocidental da África em 15 de Junho e atravessou o Oceano Atlântico norte tropical como uma onda de alta amplitude antes de alcançar o mar do Caribe e atravessar a América Central em 23 de Junho. Assim que a onda tropical seguiu para o Oceano Pacífico nordeste, começou a se organizar e intensas áreas de convecção formaram-se em associação ao sistema. Em 27 de Junho, a onda ficou suficientemente organizada para ser declarada como a depressão tropical Dois-E, a cerca de 920 km a sul-sudoeste de Manzanillo, México.
Inicialmente, o padrão de nuvens era razoavelmente definido, com bandas curvadas de tempestade e fluxos externos bem estabelecidos. Cisalhamento do vento baixo a moderado permitiu o surgimento de novas áreas de convecção, e ainda em 27 de Junho, o Centro Nacional de Furacões classificou a depressão para uma tempestade tropical e lhe atribuiu o nome Boris. No entanto, a tendência de fortalecimento da tempestade foi interrompida pelo aumento do cisalhamento vertical noroeste do vento, que gradualmente limitou as principais áreas de convecção a sudeste do centro ciclônico de baixos níveis. Mas durante a noite (UTC) de 29 de Junho e no começo da madrugada de 30 de Junho, o cisalhamento vertical do vento diminuiu, permitindo a permanência do centro ciclônico de baixos níveis sob as principais áreas de convecção. Com isso, Boris voltou a se fortalecer gradualmente e um olho bastante irregular chegou a se formar no centro do ciclone, que logo se dissipou com a formação de novas áreas de convecção. Boris manteve-se como uma forte tempestade tropical por cerca de 24 horas antes de se fortalecer ligeiramente e se tornar um furacão mínimo em 1 de Julho. Ao mesmo um olho irregular voltou a aparecer em imagens de satélites, além de uma parede do olho quebrada no seu lado setentrional que circundava o sistema.
No entanto, o olho não perdurou, assim como sua parede do olho associada, demonstrando o início da tendência de enfraquecimento. Com isso, ainda em 1 de Julho, Boris, seguindo para águas mais frias, enfraqueceu-se para uma tempestade tropical. Boris, que seguia para oeste-noroeste e oeste desde o início de seu ciclo de vida sob a influência de uma forte alta subtropical de médios níveis, começou a se deslocar para noroeste, devido ao enfraquecimento da mesma pela passagem de um cavado de médios a altos níveis. Também, Boris começou a se mover mais lentamente pelo mesmo fator. Entretanto, Boris voltou a se fortalecer inesperadamente em 2 de Julho, voltando a ser um furacão mínimo e voltando a mostrar um olho e uma parede do olho bem definida. No entanto, Boris começou a se enfraquecer rapidamente assim encontrou águas com temperatura em torno de 24°C, que não suportam a atividade de um ciclone tropical. Com isso, ainda em 2 de Julho, o sistema se enfraqueceu novamente para uma tempestade tropical. A partir de então, as águas frias, o cisalhamento do vento e o ar seco e estável começaram a enfraquecer rapidamente o sistema, e Boris enfraqueceu-se para uma depressão tropical no começo de 4 de Julho. A tendência de rápido enfraquecimento continuou e, horas depois, Boris degenerou-se numa área de baixa pressão remanescente. Com isso, o NHC emitiu seu aviso final sobre o sistema.

## Preparativos e impactos
Como Boris manteve-se distante de qualquer região de costa, não causou qualquer tipo de preparativo ou impacto. Nenhum navio ou estação meteorológica registrou diretamente a passagem do sistema.